# L'esperit del bosc
L'esperit del bosc (títol original en castellà: Espíritu del bosque) és una pel·lícula d'animació estrenada a Espanya el 12 de setembre del 2008 i produïda per l'estudi d'animació Dygra Films. És una seqüela d'El bosque animado.

## Argument
Un empresari sense escrúpols vol construir una carretera enmig de la naturalesa i la malvada Sra. D'Abondo li dona suport, veient la seva oportunitat d'acabar per a sempre amb el bosc al que odia. Els arbres estan en perill i els animals pensen a escapar, però els talps Furi, Linda i el nouvingut Cebolo s'uneixen amb el ratolí Piorno, i altres criatures, per a salvar el seu hàbitat. Quan descobrixen a què té por la Sra. D'Abondo, decideixen engegar el veritable esperit del bosc.